# 意大利財政衛隊

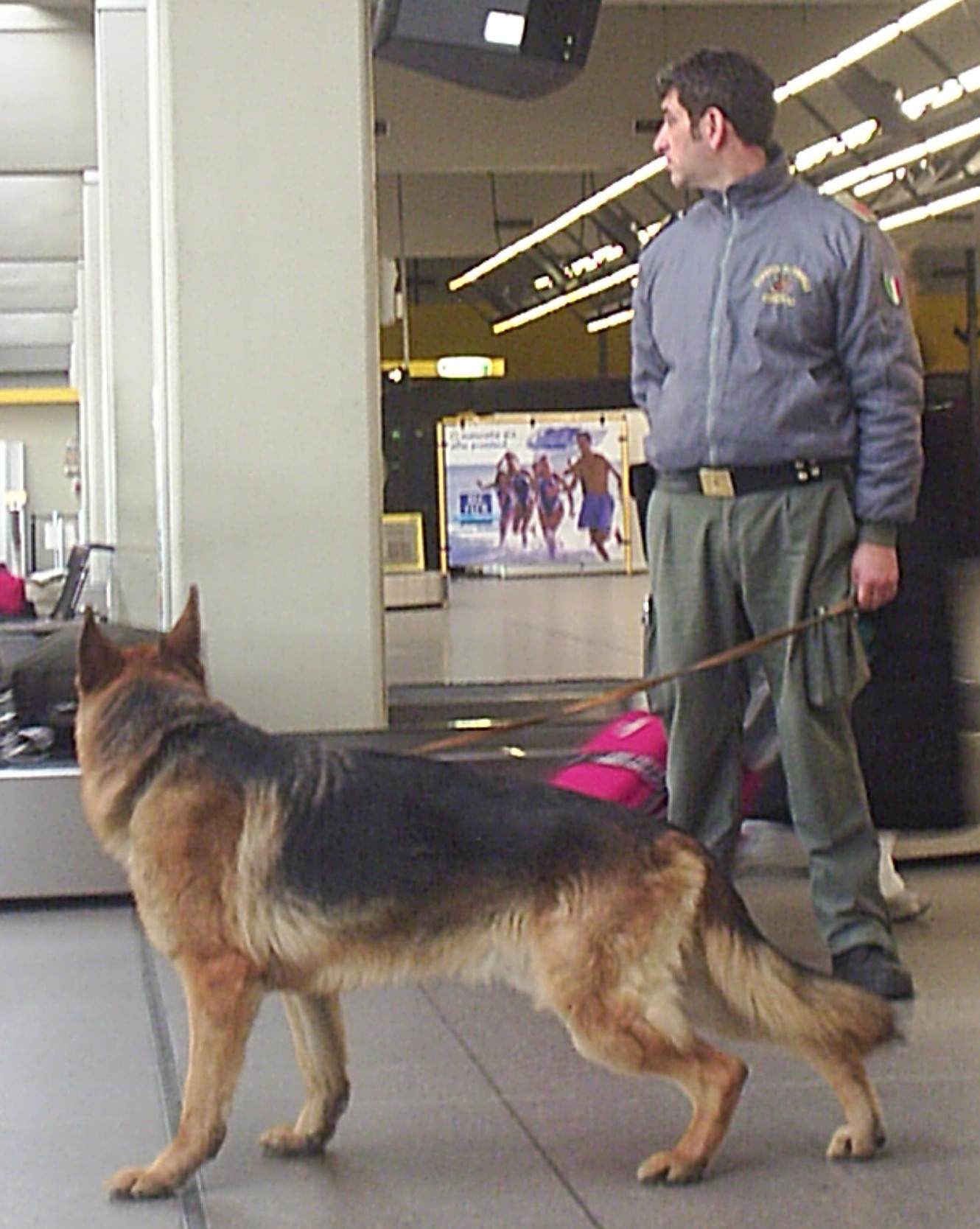
在米蘭-馬爾彭薩機場巡邏的財政衛隊警員和警犬。

意大利財政衛隊（義大利語：Guardia di Finanza，縮寫GdF，國際音標：/ˈɡwardja di fiˈnantsa/）是意大利海關及其執法部隊的總稱。其主要職責包括調查經濟犯罪（包括洗錢、詐騙、走私、資助恐怖主義等）、出入口管制、阻截毒品及假冒偽劣物品等。財政衛隊是意大利常備軍的一部份，但指揮權歸財政及經濟部。

## 附註及參考